# Birgandzs
Birgandzs (nepáli: बीरगंज, angol átírással: Birgunj)  város Nepál déli részén, az indiai határnál. Katmandutól közúton 140 km-re DNy-ra, az indiai határtól 2–3 km-re északra fekszik. 
Az ország egyik legnagyobb városa, lakossága 208 ezer fő volt 2011-ben.
Regionális központ. Az Indiával folytatott kereskedelem egyik központja. 
Főbb gazdasági tevékenységek: cukor- és cigarettagyártás, vegyipar, textilipar, faipar, haltenyésztés.

## Fordítás
Ez a szócikk részben vagy egészben  a   Birgunj című angol Wikipédia-szócikk fordításán alapul.  Az eredeti cikk szerkesztőit annak laptörténete sorolja fel. Ez a jelzés csupán a megfogalmazás eredetét és a szerzői jogokat jelzi, nem szolgál a cikkben szereplő információk forrásmegjelöléseként.